# Destruction
Destruction — німецький треш-метал-колектив. Разом з «Kreator» та «Sodom» є найвідомішими треш-гуртами Німеччини.

## Біографія
Команда заснована у 1983 році під назвою «Knight of demon» у складі Марка Ширмера (бас, вокал), гітариста Майкла Сифрингера та ударника Томаса Сенмана. Невдовзі колектив змінив назву на Destruction. Першою роботою гурту став демо-запис «Bestial Invasion», який містив трек «Mad Butcher». Трек здобув популярність та дав назву міні-альбому, що вийшов у 1987 році. При запису цього альбому склад колективу змінився, замість Томаса Сенмана прийшов Олівер Кайзер, крім того з'явився другий гітарист Харолд Вілкенс. Після виходу цього альбому група здобула популярність не тільки у Німеччині, але й у Європі, та вирушила у турне разом з Motorhead. Після цього вони вирушили у американське турне, де грали на розігріві у Slayer.
Світову популярність гурту приніс альбом «Release From Agony». У 1989 році відбулися гастролі у Англії, разом з групою Celtic frost. Наступного року між учасниками колективу почалися непорозуміння, внаслідок чого пішов Марка Ширмер. Його місце зайняв колишній вокаліст групи «Poltergeist» Андре, за участю якого був записаний альбом «Cracked brian». Диск виявився слабким, група була на межі розпаду. У 1991 група спробувала працювати з новим вокалістом Флемінгом Ронсдорфом (екс-«Artillery»), але він затримався у колективі зовсім недовго.
Тільки у 1999 році Ширмер та Сифрингер знайшли спільну мову та відродили Destruction, новим барабанщиком якого став Свен Ворман. Команда брала участь у європейських рок-фестивалях та заключила контракт зі студією «Nuclear Blast». Тут музиканти записали новий альбом «All Hell Breaks Loose», який непогано продавався та зайняв 67 позицію у німецькому чарті. Після її виходу група взяла участь у фестивалі «Nuclear Blast Festival» разом з Crematory, Kataklysm, Raise hell. У жовтні 2001 року новим ударником колективу став Марк Рейн. З ним гурт здійснив турне по Німеччині разом з співвітчизниками Sodom та Kreator.

## Дискографія

### Студійні альбоми
- Infernal Overkill (1985)
- Eternal Devastation (1986)
- Release from Agony (1988)
- Cracked Brain (1990)
- The Least Successful Human Cannonball (1998)
- All Hell Breaks Loose (2000)
- The Antichrist (2001)
- Metal Discharge (2003)
- Inventor of Evil (2005)
- Thrash Anthems (2007)
- D.E.V.O.L.U.T.I.O.N. (2008)
- Day Of Reckoning (2011)
- Spiritual Genocide (2012)
- Under Attack (2016)
- Born to Perish (2019)
- Diabolical (2022)

### EP
- Sentence of Death (1984)
- Mad Butcher (1987)
- Destruction (1994)
- Them Not Me (1995)

### Концертні альбоми
- Live Without Sense (1988/1989)
- Alive Devastation (2002)
- The Curse of The Antichrist: Live In Agony (2009)

### DVD-диски
- Live Discharge (2004)

### Демо-записи
- Bestial Invasion Of Hell (1984)
- The Butcher Strikes Back (1999)